# Fundación para el Análisis y los Estudios Sociales

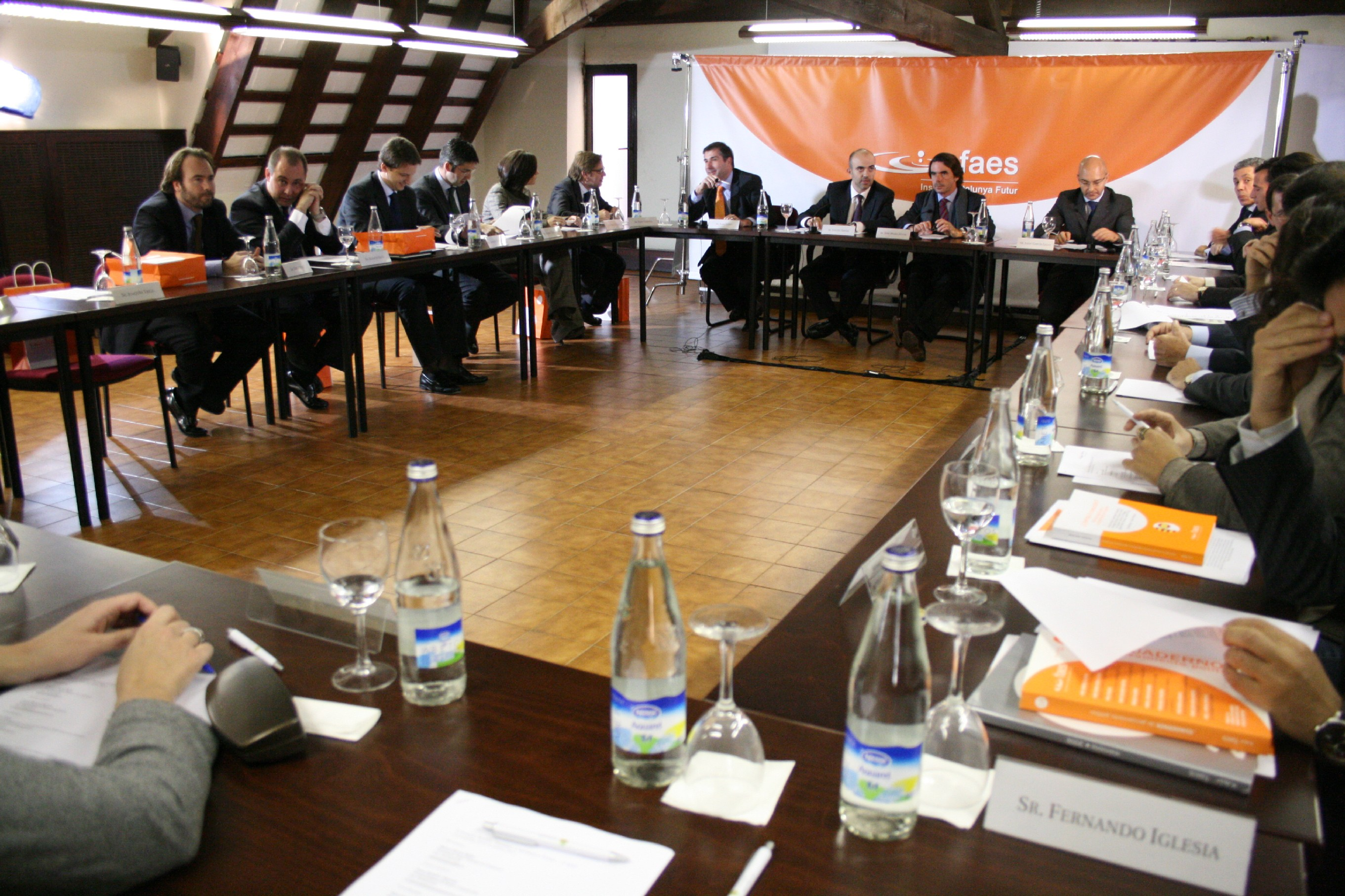
José María Aznar et Daniel Sirera lors d'une réunion de lInstitut Catalunya Futur, la filiale catalane de la FAES, le 17 décembre 2007.

La Fundación para el Análisis y los Estudios Sociales ou FAES (en français, Fondation pour l'analyse et les études sociales) est un organisme privé espagnol basé à Madrid, à but non lucratif et œuvrant dans le domaine des idées et des propositions de politique liée au Parti populaire (PP).

## Idéologie
Ce think tank est officieusement connu comme le « laboratoire d'idées du PP ».
Il se présente comme ayant pour tâche principale d'aider le débat d'idées, l'éducation politique et développer les principes idéologiques qui sous-tendent le droit politique.
La FAES est particulièrement liée à la tendance néoconservatrice du PP emmenée par José María Aznar. Elle entend notamment combattre la « dérive vers le centre » que représenterait la politique de Mariano Rajoy, rival d'Aznar au sein du parti.

## Organisation, gouvernance
Son actuel président est José María Aznar et son vice-président María Dolores de Cospedal. On trouve parmi les membres de son conseil d'administration des dirigeants du parti populaire, des économistes (ex : Peter Schwartz et Juan Velarde) et des chefs d'entreprises ainsi que d'anciens ministres du gouvernement de l'Espagne tels que Manuel Fraga et Miguel Boyer.
Sa gestion a été considérée en 2013 comme l'une des plus transparentes pour ce type d'organisme en Espagne. Elle publie annuellement ses états financiers et un petit audit externe,.

## Financements
Selon son site internet, la fondation dispose d'un budget annuel d'environ 5 millions d'euros, composé de subventions publiques, de dons ainsi que des contributions des membres.